# Guilhem Bélibaste
Guilhem (ou Guillaume) Bélibaste, né vers 1280 à Cubières-sur-Cinoble, est le dernier « bon homme » ou « parfait » cathare occitan connu. Il fut brûlé vif en 1321 à Villerouge-Termenès.

## Biographie
Il naît à Cubières-sur-Cinoble dans une famille acquise à la cause cathare. Vers 1305, dans une bagarre, il tue Barthélémy Garnier, un berger de Villerouge-Termenès. Reconnu coupable, il fuit en abandonnant femme, enfant et biens. 
Pour se racheter, il se rend auprès des cathares où il est initié et bientôt ordonné « parfait » à Rabastens chez Philippe d'Alayrac, où il fait la connaissance de Raymond de Castelnau, l'un des derniers parfaits de l'époque. Capturé avec ses compagnons et enfermé au « Mur », la prison de Carcassonne, il parvient à s'enfuir en Catalogne , où, après avoir passé quelque temps en Empordà, il se fixe bientôt près de Valence, dans la cité médiévale de Morella. Il exerce sa fonction de prédicateur auprès d'une petite communauté cathare, constituée notamment d'exilés occitans, dont la plupart établis à Sant Mateu sont des réfugiés originaires du village de Montaillou en haute Ariège. Il fait quelques entorses à la règle, en ayant notamment un enfant avec sa concubine, Raymonde Marty. En début de grossesse craignant de voir son autorité spirituelle s'effondrer, il fait endosser la paternité de l'enfant à Pierre Maury (en), berger de Montaillou et son ami d'enfance, en organisant leur mariage précipité, qu'il casse rapidement par jalousie tout en faisant croire que l'enfant est le fruit des joies de la nuit de noces.  

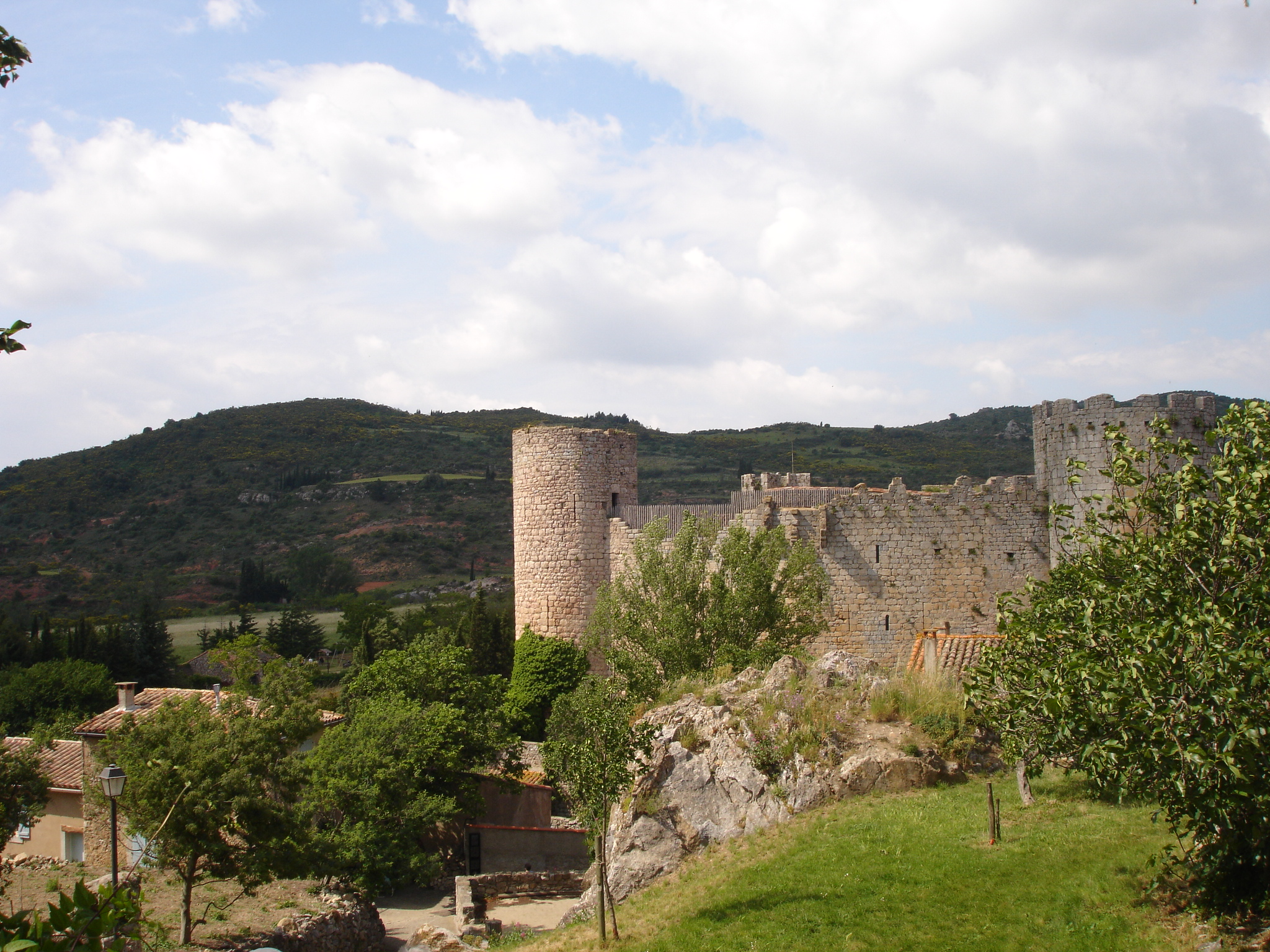
Le château de Villerouge-Termenès, où Belibaste fut brûlé vif.

Belibaste est trahi par Arnaud Sicre, un « fidèle cathare » agent double envoyé par l'Inquisition, motivé à la fois par le désir de venger la mort de sa mère, brûlée au bûcher en tant que fidèle hérétique mais également par cupidité. Sicre le convainc de rentrer en Languedoc pour se faire ré-ordonner « parfait », il est arrêté sur la route de Tírvia, incarcéré au château de Castelbòn (près de Seu d'Urgell) qui appartenait au comte de Foix, jugé à Carcassonne, et brûlé vif dans la cour du château de Villerouge-Termenès qui appartenait à l'archevêque de Narbonne. Le choix de Villerouge-Termenès semble dicté par la volonté de montrer la puissance de la justice qui avait condamné par contumace Guilhem Belibaste pour le meurtre d'un berger originaire précisément de Villerouge. Arnaud Sicre est également responsable de l'arrestation de Béatrice de Planisolles, ancienne chatelaine de Montaillou et soupçonnée d'être une femme cathare.
Au château de Villerouge-Termenès, le parcours guidé avec des mannequins, commentaires audio et vidéo, permet de s'immerger complètement dans le monde de Guilhèm Belibaste et des derniers cathares.

### Sources historiques
- Jean Duvernoy, Le registre d'inquisition de Jacques Fournier (Évêque de Pamiers), 1316-1325, éditions Mouton, Paris, 1978.
- Jean Duvernoy, La captura del Cátaro Bélibaste. Delación ante el tribunal de la Inquisición en Pamiers, el 21 de octubre de 1321, Barcelona : Muchnik Editores, 1987, 137 p.
- Gauthier Langlois, Notes sur quelques documents inédits concernant le parfait Guilhem Bélibaste et sa famille , revue Heresis, Centre d’Études Cathares, n° 25, 1995, pp. 130-134.
- Le Livre des sentences de l'inquisiteur Bernard Gui (1308-1323), édité par Philippus van Limborch, Historia Inquisitionis, Amsterdam, 1692. Édité par Annette Palès-Gobilliard, Le Livre des sentences de l'inquisiteur Bernard Gui (1308-1323), Paris 2003, 2 vol. Édité, traduit et annoté par Julien Théry, Le livre des sentences de l'inquisiteur Bernard Gui, Paris, CNRS, 2010.
- Pierre Bascou, Le souvenir de Bélibaste [dans la toponymie de Cubières], mis en ligne le 11/06/2011.
- Gauthier Langlois, On a retrouvé la bergerie de Guilhem Bélibaste, dernier parfait cathare occitan, Paratge, 13 octobre 2019.
- (it) Lidia Flöss, Il caso Belibaste, Luni Editrice, Milan, 1997.

### Études
- Jean Duvernoy, L’inquisition à Pamiers, Toulouse : Privat, 1966, 237 p.
- René Nelli, Bélibaste, La vie quotidienne des cathares en Languedoc au XIIIe siècle, Paris, 1969, p. 283.
- Mathias Delcor, L' « Ascension d'Isaïe » à travers la prédication d'un évêque cathare en Catalogne au quatorzième siècle, Revue de l'histoire des religions, tome 185, n°2, 1974. pp. 157-178.
- Emmanuel Le Roy Ladurie, Montaillou, village occitan de 1294 à 1324, Gallimard, 1975.
- Anne Brenon, Le vrai visage du Catharisme, Portet-sur-Garonne : Loubatières, 1988, p. 258, p. 269-272.
- Anne Brenon, Bélibaste, Les audois, dictionnaire biographique, Carcassonne : Association des amis des Archives de l'Aude/Fédération audoise des œuvres laïques/Société d'Études scientifiques de l'Aude, 1990, p. 60.
- Caroline A. Muessig, Medieval Monastic Preaching, Leiden : Brill, 1998, 368 p.
- René Weis, The yellow cross : the story of the last Cathars : 1290-1329, New York : A. A. Knopf, 2001, 399 p.
- René Weis, Les Derniers Cathares 1290-1329, Paris, Taillandier, 2016, 548 p., préface d'Emmanuel Le Roy-Ladurie.
- Cristana Núñez Cuesta, Bélibaste : tourisme littéraire, thèse, Turisme - Universitat de Girona, 2004.
- Christiane Amiel, La fin des derniers cathares ou le retour de Bélibaste, Lengas : revue de sociolinguistique, n° 61, 2007, pp. 73-99.
- Stephen O'Shea, The Perfect Heresy : The Life and Death of the Cathars, London : Profile, 2011, 272 p.
- Andrew Philip Smith, The Lost Teachings of the Cathars : Their Beliefs and Practices, London : Watkins Media Ltd, 2015, 256 p.
- Carles Gascón Chopo, Los caminos de la disidencia : dinámicas del catarismo a través de los Pirineos (siglos XII-XIV), La montagne comme terrain d’affrontements, Paris: Éditions du Comité des travaux historiques et scientifiques, 2019, 14 p.

### Articles de presse
- Gauthier Langlois, Bélibaste, l’imparfait, Pays Cathare magazine, hors-série n° 1, décembre 1997, pp. 70-71.
- Sophie Liskawetz, Bélibaste le criminel parfait,Sud Ouest le Mag été, n° 174, 1er août 2015, pp. 28-31.
- Jordi Bellapart i Roig, Occitània, temps d'heretgia. Guillem de Belibaste, el darrer càtar, Llibre de la Festa Major de Torroella de Montgrí [en línia], 2007, p. 51-64.

### Bélibaste dans les oeuvres de fiction
- Henri Gougaud, Bélibaste, Points, 1982. [Roman historique].
- Henri Gougaud, Les Cathares, brève histoire d'un mythe vivant, Points collection, 1997.
- Claude Pelet, Gauthier Langlois, Dominique Baudreu, L’Aude dans l’Histoire, Béziers : Aldacom, 2006, 56 p. [Bande dessinée historique].
- Michel Gayraud, Bélibaste, téléfilm co-produit par France 3 télévision, 2000.
- Giovanni Braida, Guillaume Bélibaste, l'ultimo perfetto : romanzo cataro, Viareggio (Lucca) : M. Baroni, 2003, 407 p.
- Serge Pey, Nihil et consolamentum : bâtons et poèmes cathares, suivi du recueil Les pieds de Belibaste, traduit du français vers l'occitan par Alem Surre Garcia, Toulouse : Délit éd., impr. 2009, 228 p.
- Víctor Amela, El Cátaro imperfecto, B Ediciones Libri, 2013, 368 p. [Roman historique].
- Jesus Avila Granados, Bélibaste, le dernier cathare, éditions Cairn, mai 2015. [Roman historique].